# Microdesmis caseariifolia
Microdesmis caseariifolia là một loài thực vật có hoa trong họ Pandaceae. Loài này được Planch. ex Hook. mô tả khoa học đầu tiên năm 1848.